# Río Ipoly
El río Ipoly (en húngaro) o Ipeľ (en eslovaco) (en alemán: Eipel, y en eslovaco arcaico: Jupoľ) es un río de 232 km de largo en Eslovaquia y Hungría, tributario del río Danubio. Su fuente está en el centro de Eslovaquia en las montañas Slovenské rudohorie. Fluye hacia el sur a la frontera húngara, y luego al suroeste, oeste y de nuevo al sur a lo largo de la frontera hasta que fluye al Danubio cerca de Szob. 
El Ipoly/Ipeľ fluye a través de o hace frontera con la región de Banská Bystrica y la de Nitra en Eslovaquia, y los condados de Nógrád y Pest en Hungría.

## Ciudades y pueblos
- Poltár (SK)
- Kalinovo (SK)
- Boľkovce (SK)
- Litke (HU)
- Szécsény (HU)
- Balassagyarmat (HU)
- Šahy (SK)
- Salka (SK)
- Szob (HU)

- Wikimedia Commons alberga una categoría multimedia sobre Río Ipoly.

- Datos: Q748872
- Multimedia: Ipoly / Q748872